# Condea elegans
Espèce
Synonymes
- Eriope elegans Briq. in Bull. Trav. Soc. Bot. Genève 5: 114 (1889)
- Hyptis elegans (Briq.) Briq. in Mém. Soc. Phys. Genève 32(10): 19 (1897)
- Hyptis elegans var. pascuicola Briq. in Mém. Soc. Phys. Genève 32(2): 20 (1897)
- Hyptis gracilipes Britton in Ann. New York Acad. Sci. 7: 201 (1893)

Condea elegans est une espèce de plantes à fleurs de la famille des Lamiaceae. C'est une plante perenne originaire d'Amérique du Sud (Argentine, Brésil, Paraguay).